# Jack the Lad
Jack the Lad war eine Folkrockband aus North East England, die 1973 von drei Mitgliedern der Gruppe Lindisfarne gegründet wurde, als diese sich gerade aufgelöst hatte. Sie wurden gelegentlich mit der Band Fairport Convention verglichen.

## Geschichte
Rod Clements (Bass, Violine, Gitarre, Gesang), Simon Cowe (Gitarre, Mandoline, Banjo, Gesang) und Ray Laidlaw (Schlagzeug) bildeten mit Billy Mitchell (Gitarre, Banjo, Gesang), der früher ebenfalls bei Lindisfarne gewesen war, eine neue Gruppe. Zunächst wollten sie sich „Corvettes“ nennen, entschieden sich dann jedoch für „Jack the Lad“, das in etwa mit „Großmaul“ übersetzt werden kann.
Ihre Musik war traditioneller ausgerichtet als die progressive Spielweise von Lindisfarne. Clements schrieb anfangs die meisten Stücke der Gruppe. Trotz guter Kritiken konnte sich ihr erstes Album It’s Jack the Lad 1974 nicht in den Charts platzieren, ebenso wenig die beiden Singles daraus.
Ende 1974 verließ Clements die Band, und es kamen Ian ‚Walter‘ Fairbairn (Gitarre, Mandoline, Violine, Banjo, Gesang) und Phil Murray (Bass, Gesang), beide zuvor bei der Gruppe „Hedgehog Pie“. Das zweite Album The Old Straight Track (1974) enthielt überwiegend traditionelle Stücke und wurde vom Melody Maker als „Folk Album of the Year“ ausgezeichnet.
Als auch das dritte Album Rough Diamonds 1975 nicht in die Charts kam, mussten sie ihre Plattenfirma Charisma Records verlassen und wechselten zu United Artists Records. Aber auch das mehr Pop-orientierte Album Jackpot brachte 1976 nicht den ersehnten Erfolg. Clements, Cowe und Laidlaw traten mit ihren früheren Lindisfarne-Kollegen bei Weihnachtskonzerten auf, die so erfolgreich waren, dass sich die Originalgruppe 1977 wieder zusammentat und bis 2003 aktiv war. Ab 1993 trat auch Jack the Lad neben Lindisfarne wieder auf.

## Diskografie
Singles
- 1973: One More Dance / Draught Genius (Polka)
- 1973: Why Can’t I be Satisfied / Make me Happy
- 1975: Home Sweet Home / Big Ocean Liner
- 1975: Gentleman Soldier / Oakey Strike Evictions
- 1975: My Friend the Drink / Rocking Chair
- 1976: Eight Ton Crazy / Walters Drop
- 1976: Trinidad / Let It Be Me

Alben
- 1974: Its Jack the Lad (Charisma)
- 1974: The Old Straight Track (Charisma)
- 1975: Rough Diamonds (Charisma)
- 1976: Jackpot (United Artists)

DVD
- 1993: On the Road Again